# Hầu tước Townshend
Hầu tước Townshend (tiếng Anh: Marquess Townshend) là một tước hiệu trong Đẳng cấp quý tộc Đại Anh do gia tộc Townshend xứ Raynham Hall ở Norfolk nắm giữ. Danh hiệu này được tạo ra vào năm 1787 cho George Townshend, Tử tước Townshend thứ 4. Người thừa kế hợp pháp tước vị hầu tước được nhận tước vị Tử tước Townshend xứ Raynham. 